# Majveronika
Majveronika (Veronica serpyllifolia) är en växtart i familjen grobladsväxter. 